# Scleromystax prionotos
Scleromystax prionotos (Сомик зубчастоплавцевий) — вид риб з роду Scleromystax родини Панцирні соми ряду сомоподібні.

## Опис
Загальна довжина до 5,3 см. Голова помірно велика, з загостреним рилом. Біля останнього присутні 3 пари вусиків. Тулуб широкий у передній частині, хвостове стебло звужується. Спинні та грудні плавці доволі великі, у самців удвічі більші, ніж у самиць. Черевні плавці невеличкі. Жировий плавець маленький. Хвостовий плавець доволі довгий, розрізаний.
Забарвлення сіро-коричневе. Від спинного плавця до основи хвостового плавця тягнуться 2 смуги металево-блакитного кольору. На голові та верхній частині тулуба багато дрібних блідих плям. Є 3 великих плями спиною.

## Спосіб життя
Є демерсальною рибою. Воліє до прісної та чистої води. Зустрічається у невеличких річках та струмках з середньою течією та піщаним ґрунтом. Активна вдень. Живиться ракоподібними, донними хробаками, комахами та рослинними залишками.
Самиця відкладає ікру на нижню частину листя водоростей.

## Розповсюдження
Є ендеміком Бразилії. Зустрічається у прибережних річках штату Еспіриту-Санту до Сан-Паулу.